# Willisus gertschi
Willisus gertschi is een spinnensoort uit de familie van de waterspinnen (Cybaeidae).
De wetenschappelijke naam van de soort werd in 1981 gepubliceerd door Vincent Daniel Roth.